# Gjøvik Hockey
 Gjøvik Hockey eller Gjøvik Mammuts är en norsk ishockeyklubb från Gjøvik, Norge. Laget spelar säsongen 2019/2020 i Norges nästa högsta division 1. divisjon och har mestadels spelat i 1. divisjon och aldrig lyckats ta sig till GET-ligaen i Norge.
Klubben spelar sina hemmamatcher i Gjøvik Olympiske Fjellhall med en kapacitet på 5 800 åskådare.